# Hinterer Lahngangsee
Der Hintere Lahngangsee ist ein kleiner Bergsee im steirischen Teil des Salzkammergutes im Gemeindegebiet von Grundlsee, im Süden des Toten Gebirges. Der See liegt am Fuß des Elm auf rund 1498 m ü. A. Der Elmsee befindet sich im Besitz der Österreichischen Bundesforste und steht unter Naturschutz.

## Beschreibung
Der See liegt in einer geologisch bedingten Einbruchsfurche zwischen Graswand und Neustein. Der See ist unterirdisch mit dem Vorderen Lahngangsee verbunden.
Die Ufer sind eher steil und mit Geröll und Felsblöcken gesäumt. Im See befinden sich zwei moränenartige Inseln und eine Halbinsel aus Schutt. 

## Flora und Vegetation
Auf Steinen gedeihen Grünalgenpolster, in den tieferen Bereichen Chara virgata, in Ufernähe wächst Haarblättriger Wasserhahnenfuß. Oberhalb der Wasserlinie ist Kriechender Hahnenfuß monodominant. 

## Fauna
Im See leben zahlreiche Elritzen (Phoxinus phoxinus).

## Naturschutz
Der Hinterer Lahngangsee liegt im Naturschutzgebiet NSG-a16 Totes Gebirge West das 1991 verordnet wurde. Er ist ebenfalls Teil des Europaschutzgebiets Totes Gebirge mit Altausseer See Europaschutzgebiet Nr. 35, das gemäß FFH- und Vogelschutzrichtlinie als Teil des Netzwerks Natura 2000 im Jahr 2006 verordnet wurde.

## Karten
- ÖK 50 Blatt 97 (Bad Mitterndorf).
- Alpenvereinskarte Bl. 15/1 (Totes Gebirge – West), 1:25.000; Österreichischer Alpenverein 2014; ISBN 978-3-928777-29-2.